# Frederik Wagner (officer)
 Der er flere personer med dette navn, se Frederik Wagner.
Frederik August Hartvig Wagner (født 29. juli 1840 i Rendsborg, død 7. juli 1923 på Frederiksberg) var en dansk officer og ingeniør, bror til Carl Wagner og far til Frederik Wagner.

## Uddannelse
Hans forældre var major, senere oberstløjtnant Moritz Carl Friedrich August Wagner (1798-1849) og Margrethe Sophie Charlotte Manthey (1811-1897). Efter et års skolegang på Sorø Akademi 1853-54, hvor Wagner slet ikke kunne forlige sig med forholdene, blev han student 1858 fra Borgerdydskolen i København og trådte året efter ind på Den kongelige militære Højskole og afgik derfra i 1863 som sekondløjtnant ved 1. artilleriregiment. Som halvbatterikommandør ved batteriet Lønborg (5.) deltog han i krigen 1864 og var med i træfningen ved Vejle. I 1867 avancerede han til premierløjtnant og kom da til tjeneste ved tøjhusafdelingen; allerede 1866 var han dog blevet detachementskommandør på Frederiksværk, hvor han forblev indtil 1868, Som ansat ved tøjhusafdelingen foretog han forskellige rejser til udlandet i teknisk øjemed, var fra 1874-77 sekretær i artilleri- og konstruktionskommissionen og blev i 1877 medlem af en kommission angående tidssvarende indretning af artilleriværkstederne. Udnævnt til kaptajn i 1879 blev han chef for 12. batteri, 1881-83 for 2. trænkompagni. Samtidig var han medlem af skytskommissionen af 1881 (vedrørende Københavns Landbefæstning) og flere andre kommissioner og foretog i 1882 en længere rejse til udlandet for at indhente oplysninger om forskellige artilleristiske spørgsmål. Samme år blev han lærer i teknisk mekanik, teknologi og maskinlære, hvilke stillinger han varetog henholdsvis til 1895, 1896 og 1893. Tillige var han 1885-89 skoleofficer ved Hærens Officersskole. Han udgav Lærebog i Teknologi (1885) og skrev i forskellige tidsskrifter en mængde tekniske artikler, af hvilke Kuplernes grafiske Statik også blev udgivet i Norge, Sverige og Tyskland. Endvidere udgav han 1880 Grundtræk af Ligevægtslære og i 1882 Om Staalbronce, prisbelønnet af Det Krigsvidenskabelige Selskab. I 1896 udgav han en Vejledning for Kjedelpassere, der udkom i mange senere udgaver.

## I spidsen for artilleriet
I 1889 avancerede Wagner til oberstløjtnant, blev først formand i forsøgskommissionen, senere chef for 1. artilleriafdeling og 1892 chef for laboratorieafdelingen; 1894 oberst. Fra 1895-96 var han chef for fæstningsartilleriregimentet. Han havde fremdeles forskellige sendelser til udlandet, ligesom han også var medlem af forskellige kommissioner, således fra 1886-95 vedrørende bagagekarren og fra 1890-94 angående bredningens indførelse; fra 1892-95 var han formand i kommissionen for tilsynet med artilleriets maskiner, fra 1890-95 ekstraordinært medlem af Ingeniørkorpsets tekniske komité. I 1896 udnævntes Wagner til generalmajor og generalinspektør for felt- og fæstningsartilleriet samt chef for artilleriets øvrige afdelinger, ligesom han også blev generalinspektør for søartilleriet. I 1900 sendtes han til Tyskland, Frankrig og Holland for at studere forskellige tekniske forhold vedrørende kanonfabrikationen, og i 1902 overværede han manøvrerne i Sverige. 1907 tog han afsked.

## Ingeniørvirksomhed
Ved siden heraf udøvede Wagner i tiden 1870-96 en ikke ringe virksomhed som ingeniør, dels som anlæggende (fx i bygningsfaget: Hotel d'Angleterres glastag og Sankt Matthæus Kirkes hvælvinger, i fabriksfaget: svovlsyrefabrikker, træskærerier, ombygning af Usserød Klædefabrik og dampanlæggene på laboratoriet og Geværfabrikken), dels som rådgivende (fx ved Marmorkirkens opførelse) og som dømmende (som Krigsministeriets voldgiftsmand i vandstriden på Frederiksværk, der bilagdes 1894, og som dommer på udstillingen i København 1888 og i Malmø 1896). Han var opfinder af "den Wagnerske feltbåre" 1876. I 1877 var han medstifter af Den tekniske Forening og indtrådte i dens bestyrelse (fra 1898-1903 var han formand), og holdt en mængde tekniske foredrag. Han var fra 1907 til sin død medlem af Patentkommissionen, hvor han virkede med pligttroskab og udholdenhed omtrent til det sidste.
I 1881 blev han Ridder af Dannebrog, 1888 Dannebrogsmand, 1895 Kommandør af Dannebrog af 2. grad og 1899 af 1. grad og fik Storkorset ved sin afgang i 1907. Han bar en række udenlandske ordener.
Wagner indgik 28. december 1866 i Slagelse ægteskab med Adamine (Ada) Charlotte Grønvold (28. marts 1848 i Slagelse – 8. september 1922 på Frederiksberg), datter af købmand, senere bankdirektør Carl Ferdinand Grønvold (1817-1885) og Helene Cathrine Wittrup (1818-1890).
Han er begravet på Solbjerg Parkkirkegård.
Der findes en blyantstegning 1887 af Knud Larsen (familieeje). Maleri af Karl Schrøder 1898 (ligeså). Fotografier af J.C. Stöckler 1864 og af Marius Christensen.

## Eksterne henvisningen
- Wagner, Frederik Arkiveret 16. august 2018 hos  Wayback Machine i Weilbachs Kunstnerleksion